# Schleswig-Holsteinische Marschbahn-Gesellschaft
Die Schleswig-Holsteinische Marschbahn-Gesellschaft war eine Eisenbahn-Gesellschaft in Schleswig-Holstein. Die als Glückstadt-Elmshorner Eisenbahn-Gesellschaft gegründete Gesellschaft erbaute 1844 ihre Stammstrecke, aus der die heutige Marschbahn entstand. Ab 1. Januar 1879 firmierte sie als Holsteinische Marschbahn-Gesellschaft und schließlich ab 1. Januar 1888 als Schleswig-Holsteinische Marschbahn-Gesellschaft.

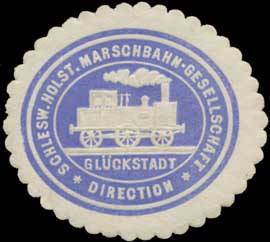
Siegelmarke der Schleswig-Holsteinische Marschbahn-Gesellschaft

## Geschichte

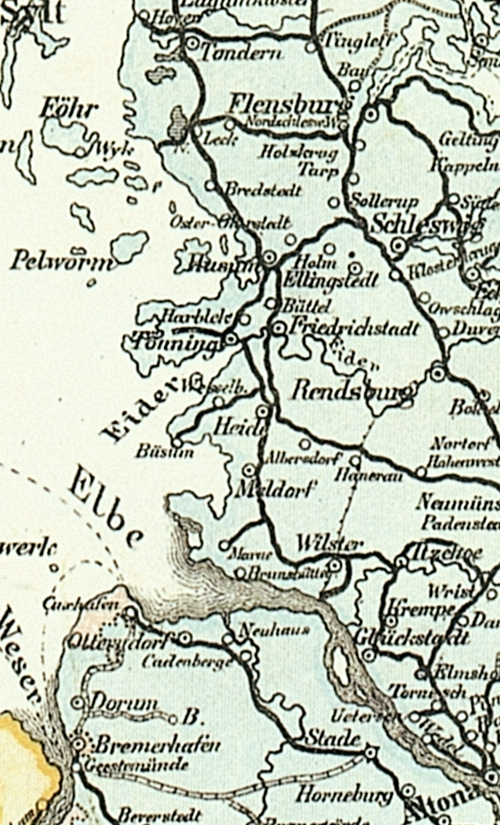
Verlauf 1899

### Bau der Stammstrecke Elmshorn–Glückstadt

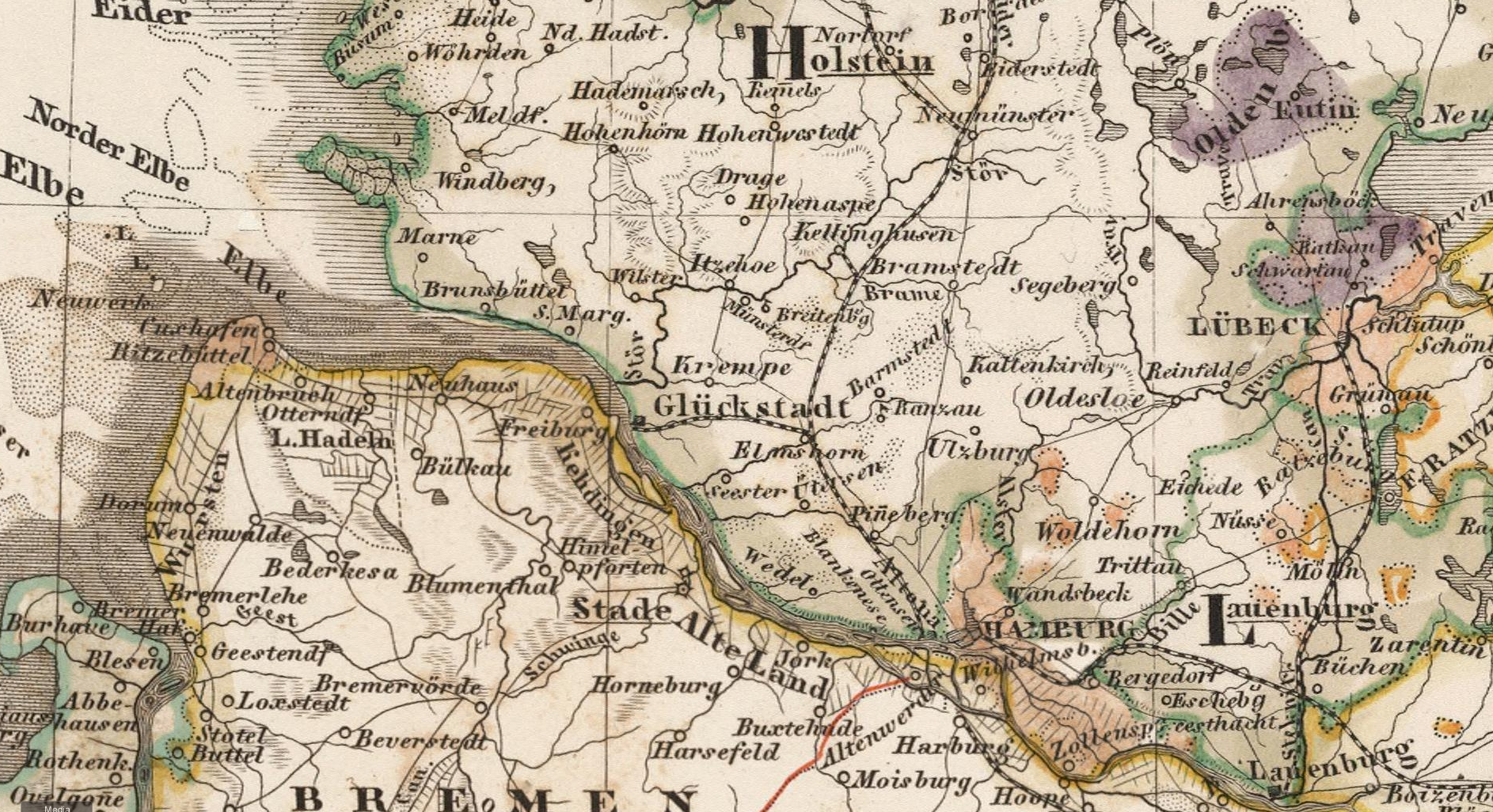
Karte von 1850

Als 1844 Elmshorn einen Eisenbahnanschluss erhalten hatte, wünschten sich das 14 km entfernte Glückstadt eine Stichbahn. Die Regierung in Schleswig unterstützte die Bemühungen des Magistrats mit einem am 2. Mai 1844 erstellten Vermessungsauftrag. Bereits am 26. Dezember 1843 hatte sich ein Komitee gebildet, das am 29. März 1844 die Glückstadt-Elmshornsche Eisenbahngesellschaft gründete und nach Abschluss der Vorbereitungsarbeiten mit Geldbeschaffung am 26. Juli 1844 die Konzession zum Bau und Betrieb erhielt.
Die nördlich des ersten Elmshorner Bahnhofs der Bahnstrecke Hamburg-Altona–Kiel abzweigende Stichstrecke zum ersten dreigleisigen Bahnhof Glückstadt außerhalb des 1815 aufgegebenen Festungsringes wurde am 23. Juni 1845 der Altona-Kieler Eisenbahn-Gesellschaft (AKE) zum Betrieb übergeben. Das Gelände für den ersten Bahnhof südlich des Rhin wurde durch Aufschüttung gewonnen und ein Empfangsgebäude in Form einer 35 m langen, 16 m breiten offenen Bahnsteighalle erstellt. Vor dem Gebäude lag eine Drehscheibe, von der die drei 115 m langen Gleise zu einer zweiten Drehscheibe führten, von der sich 1847 die mit Pferden betriebene Hafenbahn über eine Brücke über den Rhin anschloss. Diese Brücke diente als Publikumszugang von der Stadt zum Bahnhof. An den beiden äußeren Gleisen lagen einen Meter hohe Perrons, von denen anfangs Fahrgäste und Equipagen auf und von den Zügen wechselten. Bessergestellte Fahrgäste nahmen ihr Gefährt mit auf die Reise.
Der Bahnhofslageplan weist außerdem zwei Stumpfgleise auf, an denen ein Maschinenhaus, Arbeitsgruben und ein Wasserkran 1845 bis 1863 zur Versorgung der Dampflokomotiven dienten. Hieraus entstanden später die ersten Anlagen des Ausbesserungswerk Glückstadt. Aus dieser Zeit datiert eine Verfügung über Stroh- und Reetdächer in der Nähe von Eisenbahnen, die im Abstand bis 14 m von der Bahnanlage durch feuerfeste Bedachungen zu ersetzen waren und Neubauten mit solchen Dacheindeckungen innerhalb 50 m untersagten. Weitere königliche Verordnungen gleichen Datums verbieten das Betreten und Beschädigen von Bahnanlagen.
Im damals dänischen Holstein bildeten sich mehrere Comitees, insbesondere in Itzehoe und Heide, die einen Eisenbahnanschluss nach Hamburg oder an die Ostsee anstrebten. 1848 hatte die Holsteinische Westbahngesellschaft von der dänischen Regierung eine Zusage über einen Zuschuss von 300.000 Talern für einen fertig ausgearbeiteten Trassenvorschlag von Glückstadt nach Heide erhalten, der wegen der herrschenden politischen Wirren von 1848 bis 1851 nicht in Anspruch genommen wurde. Als Folge des Deutsch-Dänischen Krieges löste sich die Westbahngesellschaft auf. Die nimmermüden Itzehoer wandten sich an die AKE um Unterstützung und bemühten sich um einen Anschluss an deren Strecke bei Horst. Die Glückstädter Gesellschaft betrachtete die Verlängerung ihrer Strecke als Lebensfrage, da sie mit 50- bis 60.000 Reisenden und 400.000 Zentnern Güter in den ersten Betriebsjahren zu wenig verdiente, um Dividenden auszuschütten. Sie beschloss 1855, ihre Strecke nach Itzehoe zu verlängern und erwarb am 4. Juni 1856 von der dänischen Regierung die Erlaubnis zum Bau der weiterführenden Strecke mit einer königlichen Garantie zum Ausschluss konkurrierender Projekte. Die Grundbeschaffung und Aktienzeichnung für die 16 km lange Strecke nach Itzehoe konnte innerhalb der gesetzten Frist von zwei Jahren bewältigt werden. Die beauftragten Baudirektoren Reimers und Knoop schufen einen großzügigeren Bahnhof im Osten der Stadt mit Güterschuppen, Laderampen, Rangiergleisen und Gleiswaage. Ein erworbener Pavillon diente als Empfangsgebäude. Am 6. August 1857 konnte die Fortsetzung der Marschbahn nach Itzehoe feierlich in Betrieb genommen werden.

### Nach dem Weiterbau bis Itzehoe
Die Fortsetzung der Stammstrecke bis Itzehoe verbesserte die Ertragslage der Gesellschaft erheblich, so dass Stammaktien 2,5 %, Vorzugsaktien mit 4,5 % Dividende  die Rentabilität der Gesellschaft zeigen konnten. Am 1. Januar 1863 übernahm die Gesellschaft die Betriebsführung ihrer bisherigen Strecken selbst und konnte ihre Verwaltung in Glückstadt noch unter dänischer Oberhoheit neu organisieren. Ein Reservefonds für neue Streckenbauten wurde ebenfalls angelegt.
Mit der Verbindungsbahn Altona und der Eisenbahnverbindung nach dem hannoverschen Harburg 1872 hatte sich die Verbindung in den Süden erheblich verbessert und im Norden hatten am 8. August 1869 in Heide Vertreter der Landkreise von Itzehoe bis Tondern verhandelt, wie zukünftige Eisenbahnverbindungen aussehen könnten. Eine Deutsche Reichs- und Continental-Eisenbahn-Baugesellschaft hatte ein Gesuch um eine Westküsteneisenbahn bis nach Tondern eingereicht. Nach dem für die Glückstädter erfolgreiche Wintersaison mit zugefrorener Elbe ermutigte 1871 dazu, ein eigenes Konzessionsgesuch für die Weiterführung bis nach Heide einzureichen. Dort fehlte das Geld, weil sich der Kreis Norderdithmarschen bei der Westholsteinischen Eisenbahn für die Verbindung Bahnstrecke Neumünster–Karolinenkoog finanziell stark engagiert hatte. Es wurden in Neumünster und von dem von Karolinenkoog mit einer Eiderfähre angeschlossenen Tönning Eisenbahnanschlüsse erhofft. Da die Glückstädter Gesellschaft in ihrer Konzession einen Konkurrenzausschluss erhalten hatte, fiel die preußische Entscheidung zugunsten ihrer Konzession für den Weiterbau nach Heide, die am 2. September 1879 erteilt wurde.

### Weiterbau bis Heide
Nun erhielt Itzehoe jenseits der Stör seinen zweiten Bahnhof und die Strecke der Marschbahn wurde über Wilster, St. Michaelisdonn und Meldorf nach Heide verlängert. Am 1. November 1878 ging diese Strecke in Betrieb.  Am 25. Oktober 1878 hatte ein von Neumünster über Heide geführter geschmückter Zug die Verbindung feierlich eingeweiht. Die betrieblichen Anforderungen konnte die Bahngesellschaft erst nach Beschaffung fabrikneuer Lokomotiven erfüllen. Vom neuen Unterwegsbahnhof St. Michaelisdonn nutzte die Marschbahngesellschaft die Gelegenheit, die von Marne erreichbaren Köge mit der Bahnstrecke St. Michaelisdonn–Friedrichskoog zu erschließen, deren Konzession am 24. März 1880 erteilt wurde und die am 15. Dezember 1880 bis Marne in Betrieb ging und sofort für Zuckerrübentransporte zur neu errichteten Zuckerfabrik in St. Michaelisdonn genutzt werden konnte.

### Fortsetzung nach Norden
1879 orientierte sich die Marschbahngesellschaft nach Norden, um bis zur dänischen Grenze bei Ripen zu bauen. Die 1883 von der Generalversammlung beschlossene Norderweiterung wurde von der Regierung in Berlin am 25. April 1884 konzessioniert. Ab März 1885 wurde abschnittsweise gebaut. Am 1. September 1886 ging der erste Abschnitt bis Lunden in Betrieb. Die Überquerung der Eider mit ihrem Niederungsgebiet erforderte Anstrengungen, weil hier Frachtschiffe über den tideabhängigen Fluss kreuzen mussten. Die Lösung sollte eine eisenbahnspezifische Drehbrücke bringen, nachdem sich der Betrieb einer kombinierten Brücke für Straße und Bahn als zu kompliziert erwiesen hatte. Friedrichstadt erhielt einen Bahnhof westlich der Treene, der zwar näher an der Stadt liegt als der Bahnhof in Büttel an der Bahnstrecke Flensburg–Tönning, jedoch später zu Klagen über den ortsfernen Bahnhof führte. In Husum  kreuzte die Marschbahn den englischen Bahnhof Husum, querte die Husumer Au über eine Klappbrücke und erhielt mit dem Bahnhof Husum Nord einen eigenen Marschbahnhof mit Güterzugbahnbetriebswerk und Viehverladerampen für den damals größten Viehmarkt der preußischen Provinz Schleswig-Holstein. Anders als in Husum wurde die Ankunft der Bahn in Bredstedt am 17. Oktober 1887 groß gefeiert. Am 15. November 1887 wurde über Niebüll und Tondern sowie Bredebro und Scherrebek die damalige Reichsgrenze zu Dänemark bei Hvidding erreicht. 1888 baute die Marschbahngesellschaft eine Zweigstrecke von Bredebro nach Lügumkloster.

### Verstaatlichung
1877/78 entstand in Glückstadt ein Verwaltungsgebäude, das nach der Verstaatlichung 1890 das Betriebsamt aufnehmen sollte.
1884 hatte Preußen begonnen, die Eisenbahngesellschaften in Schleswig-Holstein zu übernehmen. Am 24. bis 27. Januar verhandelte die Marschbahn um den Verkauf ihrer mit Nebenstrecken 237,8 km Streckenanlagen, 35 Lokomotiven, 98 Reisezug- und 512 Güterwagen und verkaufte ihre Sachwerte für 19.570.000 Mark. Mit der Übergabe zum 1. Juli 1890 löste sich die Aktiengesellschaft auf. Die Anlagen und Betriebsrechte gingen an die Preußischen Staatseisenbahnen über. Der 1863 in die Gesellschaft eingetretene zuletzt als Direktor tätige Christian Lund sorgte als Mitarbeiter der Staatsbahn für einen reibungslosen Übergang.